# علی-مامت-عرب
علی-مامت-عرب (به لاتین: Ali-Mammet-Arab) یک منطقهٔ مسکونی در جمهوری آذربایجان است که در شهرستان سیاه‌زن واقع شده‌است.